# Jens Boden
Jens Boden (n. 29 august 1978, Dresda, RDG) este un patinator de viteză german, medaliat olimpic. A participat la două ediții ale Jocurilor Olimpice (2002, 2006) în care a câștigat o medalie de bronz.